# Javain Brown
Javain Okemio Brown (Kingston, Jamaica, 9 de marzo de 1999) es un futbolista jamaicano. Juega de defensa y su equipo es el Real Salt Lake de la Major League Soccer.

## Trayectoria
Comenzó su carrera en los clubes Harbour View FC y Santos Kingston de su país.
En 2019 se mudó a Estados Unidos, y jugó para los South Florida Bulls de la Universidad del Sur de Florida entre 2018 y 2020. En sus años de universitario, jugó en el Treasure Coast Tritons de la USL League Two en 2019.
El 21 de enero de 2021 fue seleccionado por el Vancouver Whitecaps FC en el puesto 23 del SuperDraft de la MLS 2021.

## Selección nacional
Debutó con la selección de Jamaica el 25 de agosto de 2017 ante Trinidad y Tobago en un encuentro amistoso.
En 2018 fue citado al Campeonato Sub-20 de la Concacaf de 2018.

## Estadísticas
Actualizado al último partido disputado en la temporada 2024.
| Club                                  | Div.          | Temporada     | Liga  | Liga  | Copas nacionales | Copas nacionales | Copas internacionales | Copas internacionales | Total | Total |
| Club                                  | Div.          | Temporada     | Part. | Goles | Part.            | Goles            | Part.                 | Goles                 | Part. | Goles |
| ------------------------------------- | ------------- | ------------- | ----- | ----- | ---------------- | ---------------- | --------------------- | --------------------- | ----- | ----- |
| Harbour View Jamaica                  | 1.ª           | 2016-17       | 12    | 0     | —                | —                | —                     | —                     | 12    | 0     |
| Harbour View Jamaica                  | 1.ª           | 2017-18       | 20    | 1     | —                | —                | —                     | —                     | 20    | 1     |
| Harbour View Jamaica                  | Total club    | Total club    | 32    | 1     | 0                | 0                | 0                     | 0                     | 32    | 1     |
| Treasure Coast Tritons Estados Unidos | 4.ª           | 2019          | 5     | 0     | —                | —                | —                     | —                     | 5     | 0     |
| Treasure Coast Tritons Estados Unidos | Total club    | Total club    | 5     | 0     | 0                | 0                | 0                     | 0                     | 5     | 0     |
| Vancouver Whitecaps FC · Canadá       | 1.ª           | 2021          | 26    | 0     | 1                | 0                | —                     | —                     | 27    | 0     |
| Vancouver Whitecaps FC · Canadá       | 1.ª           | 2022          | 27    | 1     | 2                | 0                | —                     | —                     | 29    | 1     |
| Vancouver Whitecaps FC · Canadá       | 1.ª           | 2023          | 26    | 1     | 2                | 0                | 4                     | 0                     | 32    | 1     |
| Vancouver Whitecaps FC · Canadá       | 1.ª           | 2024          | 16    | 0     | 1                | 0                | 2                     | 0                     | 19    | 0     |
| Vancouver Whitecaps FC · Canadá       | Total club    | Total club    | 95    | 2     | 6                | 0                | 6                     | 0                     | 107   | 2     |
| Real Salt Lake Estados Unidos         | 1.ª           | 2024          | 8     | 0     | —                | —                | 0                     | 0                     | 8     | 0     |
| Real Salt Lake Estados Unidos         | Total club    | Total club    | 8     | 0     | 0                | 0                | 0                     | 0                     | 8     | 0     |
| Total carrera                         | Total carrera | Total carrera | 140   | 3     | 6                | 0                | 6                     | 0                     | 152   | 3     |

## Palmarés

### Títulos nacionales
| Título                          | Club                   | País   | Año  |
| ------------------------------- | ---------------------- | ------ | ---- |
| Campeonato Canadiense de Fútbol | Vancouver Whitecaps FC | Canadá | 2022 |